# Kinza Jawara-Njai
Kinza Jawara-Njai (* im 20. Jahrhundert) ist  gambische Diplomatin.

## Leben
Ab 2008 war Jawara-Njai als Vertreterin der Kommission der Westafrikanische Wirtschaftsgemeinschaft (ECOWAS) als Hauptprogrammbeauftragter und Abteilungsleiter für grenzüberschreitende Zusammenarbeit (englisch Principal Programme Officer and Head of Division, Cross-Border Cooperation) tätig.
Im Mai 2023 wurde Jawara-Njai Ständige Vertreterin der ECOWAS bei den Vereinten Nationen, sie überreichte am 31. Mai ihr Beglaubigungsschreiben an den Generalsekretär der Vereinten Nationen, António Guterres.